# Friedhelm Wentzke
Friedhelm Wentzke (* 13. September 1935 in Castrop-Rauxel) ist ein  ehemaliger deutscher Kanute. Er gewann 1960 in Rom olympisches Gold und 1964 in Tokio Silber.
Wentzke begann 1953 seine Karriere bei der Paddlergilde Castrop-Rauxel, 1956 wechselte er nach FS 1898 Dortmund und startete später für Eintracht Duisburg. Der ausgebildete Elektroschlosser und -schweißer arbeitete später als Schwimmmeister. 
Bei den Olympischen Spielen 1960 auf dem Albaner See wurde einmalig eine 4-mal-500-Meter-Staffel im Einer-Kajak ausgetragen, die ab 1964 durch den Vierer-Kajak ersetzt wurde. Für diese Staffel wurden mit Friedhelm Wentzke und Paul Lange zwei Kanuten aus der Bundesrepublik und mit Günther Perleberg und Dieter Krause zwei Kanuten aus der DDR gemeldet. Die Staffel gewann Gold und war damit das erfolgreichste gesamtdeutsche Team.
Für den Gewinn der Goldmedaille bei der Olympiade in Rom 1960 wurde er am 9. Dezember 1960 mit dem Silbernen Lorbeerblatt ausgezeichnet.
1961 wurde Wentzke mit der Staffel auch Europameister. Von 1961 bis 1966 gewann er zehn deutsche Meistertitel, dreimal im Einer-Kajak, zweimal im Zweier-Kajak, dreimal im Vierer-Kajak und zweimal mit der Staffel. Bei den Olympischen Spielen 1964 war Wentzke im Vierer-Kajak am Start. In dem rein westdeutschen Boot saßen Holger Zander, Bernhard Schulze, Wentzke und der nach der Weltmeisterschaft 1963 nicht in die DDR zurückgegangene Günther Perleberg. Im Finale der Olympischen Spiele war das Boot aus der Sowjetunion nicht zu schlagen, der deutsche Vierer wurde Zweiter knapp vor dem rumänischen Boot.